# Desktop Tower Defense
Desktop Tower Defense és un videojoc de l'estil Tower Defense que simula un escriptori pel qual circulen enemics semblants a microbis que cal matar amb torres que disparen. La particularitat del joc és que es poden col·locar lliurement les torres, de manera que es creen circuits i laberints pels quals circulen els enemics i així triguen més a arribar al final i descomptar vides. Cada cop que es destrueix un enemic (que poden ser ordinaris, ràpids, voladors, múltiples, durs...) es guanyen monedes d'or amb les quals es poden comprar més torres o millorar les que ja estan col·locades. Una altra manera de guanyar diners és vendre les torres que s'usen poc per poder moure-les de lloc. El tauler de joc té dues entrades i dues sortides (excepte en alguns nivells d'entrenament) i els enemics avancen en onades successives. Cada cert nombre d'onades dins d'un nivell hi ha un cap o enemic més poderós.
El joc, creat per Paul Preece el 2007, es va llançar en versió Flash al lloc web Kongregate però el seu èxit ha permès que apareguin diferents versions i seqüeles per a ordinador, plataformes com la Nintendo DS o fins i tot una adaptació per al Facebook. El milió de dòlars de la franquícia va possibilitar que el programador principal creés la seva pròpia companyia, Casual Collective. El joc ha rebut diversos guardons i crítiques positives dels mitjans especialitzats, que en destaquen el seu caràcter addictiu i personalitzable.